# Musikot
Musikot (nep. मुसिकोट) – gaun wikas samiti w zachodniej części Nepalu w strefie Lumbini w dystrykcie Gulmi. Według nepalskiego spisu powszechnego z 2001 roku liczył on 785 gospodarstw domowych i 4188 mieszkańców (2315 kobiet i 1873 mężczyzn).